# Pentà
El Pentà és un hidrocarbur alifàtic, un alcà amb fórmula química CH₃(CH₂)₃CH₃. (fórmula desenvolupada: CH₃-CH₂-CH₂-CH₂-CH₃).
A diferència dels 4 primers alcans (metà, età, propà i butà) que són gasosos a temperatura ambient, el pentà es troba en forma líquida. Es pot presentar en tres isòmers: n-pentà, isopentà i neopentà.